# الحرب الفرنسية التاهيتية
كانت الحرب الفرنسية التاهيتية (بين عامي 1844 و1847) نزاعًا بين مملكة فرنسا (ملكية يوليو) ومملكة تاهيتي وحلفائها في أرخبيل جنوب المحيط الهادئ المعروف باسم جزر الجمعية والموجود في ما يُعرف اليوم باسم بولينيزيا الفرنسية.
حولت جمعية لندن التبشيرية (إل إم إس) تاهيتي إلى الدين المسيحي البروتستانتي في أوائل القرن التاسع عشر، تحت رعاية سلالة بوماري. طردت الملكة بوماري الرابعة المبشرين الكاثوليك الفرنسيين من مملكتها في عام 1836 بعد تأثرها بالمبشر البريطاني جورج بريتشارد، ما أثار حفيظة فرنسا. استجاب قائد البحرية الفرنسية أبيل أوبير دو بوتيت ثوارس للشكاوى الفرنسية المتعلقة بسوء المعاملة بين عامي 1838 و1842، وأجبر الملكة ورؤساء تاهيتي على التوقيع على أن تصبح تاهيتي محميةً فرنسيةً. حاول بريتشارد وبوماري الرابعة مقاومة الحكم الفرنسي وإقناع البريطانيين بالتدخل لصالح التاهيتيين، ولكن لم تنجح هذه الجهود، بل وأدت إلى سجن بريتشارد ونفي بوماري طوعيًا إلى أقاربها في راياتيا المجاورة.
حارب الفرنسيون قوات تاهيتي في جزيرة تاهيتي الرئيسية منذ عام 1844 وحتى عام 1847. لم يضاهي التاهيتيون مشاة البحرية الفرنسية في ميدان المعركة نتيجة ضعفهم تقنيًا مقارنةً بالفرنسيين، ولذا اعتمدوا على معرفتهم الفائقة بالجبال الداخلية للجزيرة لشن حرب العصابات. استولي على آخر معقل للتاهيتيين في أواخر عام 1846. حاول الفرنسيون على الجبهة الأخرى تأكيد سيطرتهم على ممالك الجزر الثلاث المتجاورة في جزر ليوارد. ومع ذلك، أُحبطت جهودهم بعد هزيمة الفرنسيين أمام قوات الملكة تيريتاريا الثانية ملكة هواهاين في عام 1846. لم يتدخل البريطانيون بشكل مباشر في النزاع، ولكن كان هناك ضغط دبلوماسي كبير وتوتر بين القوتين الأوروبيتين (الفرنسية والبريطانية). انتهت الحرب عندما وافقت الملكة بوماري على العودة والحكم في ظل الحماية الفرنسية. وقعت فرنسا وبريطانيا العظمى على اتفاقية جارناك أو الاتفاقية الأنجلو-فرنسية لعام 1847، والتي اتفقت القوتان بموجبها على احترام استقلال حلفاء الملكة بوماري في جزر ليوارد. أدت هذه الإجراءات في نهاية المطاف إلى المماطلة في إنهاء استقلال تاهيتي حتى ثمانينيات القرن التاسع عشر.

## تمهيد
تنقسم جزر الجمعية إلى جزر ليوارد في الشمال الغربي وجزر ويندوارد أو الجزر الجورجية في الجنوب الشرقي. تشمل جزر ويندوارد كل من تاهيتي، وموريا، وميهيشا، وتيشاروا، وماياو. ضمت مملكة تاهيتي من الناحية السياسية جميع جزر ويندوارد باستثناء ماياو. كما أنها تمتعت بسيادة اسمية على جزر تواموتو الأبعد، بالإضافة إلى عدد قليل من جزر أوسترال. تكونت جزر ليوارد من ثلاث ممالك بحلول منتصف القرن التاسع عشر وهي مملكة هواهاين وإقليم ماياو التابع لها (جزء جغرافي من جزر ويندوارد)؛ مملكة راياتيا- تاها؛ مملكة بورا بورا مع الأقاليم التابعة لها؛ ماوبيتي، وتوباي، وماوبيها، وموتو ون، ومانواي.
حولت جمعية لندن التبشيرية (إل إم إس) تاهيتي إلى الدين المسيحي البروتستانتي في أوائل القرن التاسع عشر. أسس سلالة بوماري -رعاة المبشرين البروتستانت البريطانيين- حكمهم على تاهيتي وموريا باعتبارهما جزءًا من مملكة تاهيتي. كانت المفاهيم الغربية للممالك والدول القومية غريبةً على التاهيتيين الأصليين أو الماويين الذين قُسموا إلى وحدات ومناطق قبلية محددةً بشكل فضفاض قبل الاتصال الأوروبي. تولى الملك المسيحي الأول، بوماري الثاني، رئاسة هاو باو راي («حكومة الطبل العظيم») أو هاو فيتي («حكومة الأسرة»)، وهو تحالف تقليدي للعائلات المترابطة بشكل رئيسي في جزر الجمعية. انتشرت المسيحية في الجزر المتبقية بعد تحول الملك إليها. حصل الملك على الهيمنة الاسمية على جزر الجمعية الأخرى كتحالف غير رسمي. أساء الأوروبيون تفسير هذا لاحقًا، واعتبروه سيادةً أو إخضاعًا للجزر التاهيتية الأخرى.
أدت التوترات بين مصالح البحرية الفرنسية ومصالح المستوطنين البريطانيين والزعماء القبليين الموالين لبريطانيا في تاهيتي إلى صراع في ثلاثينيات القرن التاسع عشر. طردت الملكة البروتستانتية بوماري الرابعة ملك تاهيتي في عام 1836 مبشرين كاثوليكيين فرنسيين من الجزر للحفاظ على الهيمنة البروتستانتية في مملكة الجزيرة، بعد أن تأثرت بالقنصل البريطاني ومبشر جمعية لندن التبشيرية السابق جورج بريتشارد. اعتبر القنصل الفرنسي في تاهيتي جاك أنطوان مورينهاوت تصرف الملكة إهانةً لشرف فرنسا والدين الكاثوليكي، وقدّم شكوى رسميةً إلى الفرنسيين. استجاب قائد البحرية الفرنسية أبيل أوبير دو بوتيت ثوارس لشكاوى مورينهاوت في عام 1838. استطاع القائد إجبار الحكومة الأصلية على دفع تعويض وتوقيع معاهدة صداقة مع فرنسا تحترم حقوق الرعايا الفرنسيين في الجزر، بما في ذلك أي مبشرين كاثوليك في المستقبل. زُعم أن التاهيتيين قد انتهكوا المعاهدة بعد أربع سنوات، وعاد بوتيت ثوارس وأجبر زعماء تاهيتي والملكة على التوقيع على طلب الحماية الفرنسية الذي أرسله إلى أوروبا للتصديق.